# Медаль «25 лет БНА»
Медаль «25 лет Болгарской народной армии» учреждена 11 июля 1968 года указом Президиума Народной ассамблеи № 548.
Медалью награждались заслуженные организаторы и руководители Болгарской Народной армии. Также медаль вручалась болгарским военнослужащим, прослужившим 10 лет и более на сверхсрочной службе, внёсшим своей упорной работой достойный вклад в укрепление БНА. Кроме того медалью был награждён ряд лиц вольнонаемного состава БНА, офицеров запаса, и некоторые иностранные граждане за заслуги по укреплению оборонной мощи Болгарской Народной армии.
Носится на левой стороне груди.

## Описание медали
Медаль имеет форму круга диаметром 34 мм. Изготовлена из латуни. При помощи ушка и кольца медаль соединяется с пятиугольной колодкой, обтянутой белой с красной полосой посредине и зелёными полосками по краям лентой. Колодка имеет на оборотной стороне булавку для прикрепления медали к одежде.

### Аверс
В центре красная пятиконечная эмалевая звезда на фоне сияния. На звезду наложен лавровый венок. Внизу венок перевязан лентой, содержащей надпись 25 г. БНА. Внутри венка — два перекрещенных меча остриями вверх на фоне горизонтальных эмалевых полос белого, зелёного и красного цветов, над мечами — болгарский геральдический лев.

### Реверс
Надпись посередине в пять строк: 25 | ГОДИНИ | БЪЛГАРСКА | НАРОДНА | АРМИЯ, вверху серп и молот. Внизу по окружности надпись 1944-1969, по сторонам стилизованные дубовые ветви.